# Prize marketing
Prize marketing je nástrojem využívaným výrobci a prodejci za obchodními účely. S pojmem Prize marketing se setkáváme stále častěji a častěji. 
Jedná se o propagační předměty, jako například drobné hračky, figurky, hry, sběratelské karty, sběratelské předměty, a další drobné předměty malé nominální hodnoty, nalezené v různých baleních maloobchodních produktů, které jsou zahrnuty již v ceně produktu, s úmyslem zvýšit prodejnost.
Některé sběratelské předměty se vyrábějí i v sérii a jsou dnes značně používány jako věrnostní marketing u potravin, nápojů a dalších produktů ke zvýšení prodejů, přes opakované nákupy kvůli těmto sériovým předmětům. Tyto drobné předměty byly a jsou distribuovány prostřednictvím sladkostí, sušenek, čokolád, chipsů, cereálií, pracích prášků, nealkoholických nápojů a mnohých dalších produktů.
Do typů ocenění je možné zahrnout komiksy, vtipy, různé modely z papíru či umělé hmoty, plastové mini lžičky, hádanky, samolepky, dočasné tetování, pogy, různé karty a drobné hračky z různých materiálů od papíru, plastu, přes dřevo, cín a kov.
Není-li prize kampaň řádně naplánována a uskutečňována, může skončit s negativními výsledky pro společnost, může podkopávat všechny předešlé pozitivní vztahy se značkou a počet věrných zákazníků. V dnešní době se negativní PR může šířit jako pořár prostřednictvím médií, jako je Facebook nebo Twitter.

## Počátky Prize marketingu
Samotné kořeny využívání Prize marketingu v praxi sahají až do počátku 20. století. Jedním z nejvýraznějších průkopníků této strategie byla americká značka pamlsků Cracker Jack. V každém balíčku byla od roku 1912 k nalezení malá pozornost. K těm nejcennějším patřily baseballové kartičky, dobové tetování nebo malé figurky. V současné době již výrobci Cracker Jacků museli vzít v potaz tvrdou konkurenci v oblasti sušenek a pochutin. S rostoucím tlakem na zvyšování či při nejmenším stabilitu tržeb se nabízí jednoznačně řešení. Snižování nákladů na výrobu. To se projevilo jednoznačně ve snížení atraktivity pozorností uvnitř každého balíčku. Oblíbené hračky nahradily malé papírky s hádankami či vtipy.
Když už je řeč o Cracker Jack, od roku 2013 je přibrala do svého portfolia divize Frito-Lay, Inc. Ta je mimo jiné výrobcem celosvětově známých brambůrek Lay´s, které pokračují v tradici schovávání drobných dárečků do balení. Je možné tak najít celou řadu tetovacích nálepek.

### Spojení s baseballem
První baseballové karty vůbec vznikly v roce 1868 a znázorňovaly hráče Brooklynu Atlantics. Výrobcem byl Peck and Snyder, společnost zabývající se výrobou a distribucí baseballového vybavení. Vzájemné propojení dárečků se tak přímo nabízelo. Existovalo široké spektrum zákazníků, kteří potřebovali nakoupit vybavení pro svůj oblíbený sport. A pokud se měli rozhodnout, kde potřebné nakoupit, baseballové kartičky mohly zapůsobit jako rozhodující kritérium. O rok později, tedy v roce 1869, se společnost Peck and Snyder rozhodla vyrábět kartičky profesionálního baseballového týmu Red Stockings, což výrobkům jednoznačně přidalo na popularitě.
Baseballové kartičky se staly průkopníkem v cestě Prize marketingu na výsluní. Hlavní otěže převzala na počátku 20. století cukrářská manufaktura z Pensylvánského Oxfordu s názvem Breisch-Williams. Ta baseballové kartičky přidávala do svých cukrářských a tabákových výrobků.
V roce 1933 přišla Bostonská Goudey Gum Company s do té doby zcela nevídaným krokem. Baseballové kartičky vylepšila o propracovanou zadní stránku, která nabízela detailní údaje o hráči zobrazeném na přední straně. Byla zároveň první, komu se podařilo distribuovat takto vylepšené kartičky v balíčcích se žvýkačkami.

## Současnost Prize marketingu

### Odměny v obchodních řetězcích
V současné době nejvíce využívají prize marketing obchodní řetězce v podobě dárku za určitou výši útraty nebo bodů v rámci věrnostního programu. Obchodníky často využívaný způsob jak přilákat zákazníky, aby utráceli peníze právě v jejich řetězci. V převážné většině jsou tyto odměny cíleny na nejmenší zákazníky, kteří ovlivňují nákupní chování svých rodičů či prarodičů. Kteří jsou v daném obchodě schopni utratit více, dávají do košíku i zboží, které nutně nepotřebují. Hlavně aby dosáhly na požadovanou částku.Obchodní řetězce proto rozdávají různé odměny za nákup např. v podobě plyšáků, kartiček, oblíbených rozzuřených ptáků, bodů, atd. Obchodníci tají o kolik procent se zvýší jim zvýší tržby. Podle analytických odhadů se ale v případě úspěšné akce může jednat až o 20 %.
Dalším trikem obchodních řetězců jak přilákat zákazníky je vystavení členské karty, na kterou zákazník získává například:
- procentní slevu na vybrané zboží – např. drogerie Teta,

- slevu na běžné zboží, které je označeno dvojí cenou (tato cena je nižší pro majitele karty) – např. Penny market, Billa,

- body podle výše útraty, kdy po dosažení určité výše bodů získává slevu v podobě poukazu na nákup – např. Tesco.

Nevýhodou je, že obchodníci díky tomu získávají detailní přehled, o tom co spotřebitele zajímá. Tyto získané informace potom využívá a díky tomu ušetří tisíce korun, které by zaplatil v rámci obvyklého marketingového výzkumu .